# 시초면
시초면(時草面)은 대한민국 충청남도 서천군의 면이다.

## 개요
시초면은 역사적으로 예절·충절의 고장으로 서씨 효자문이 있고, 지리적으로 서천, 문산, 마산, 기산의 접경지이며, 천방산과 봉선저수지를 끼고 경치가 아름다운 부엉바위가 있다. 산업경제면에서 쌀이 주산이고 생강, 취나물, 부추, 오이, 쪽파 등도 많이 재배하고 일부 축산업 농가가 있다.

## 행정 구역
- 봉선리(鳳仙里)
- 선동리(仙東里)
- 선암리(仙巖里)
- 신곡리(新谷里)
- 신흥리(新興里)
- 용곡리(龍谷里)
- 초현리(草峴里): 행정복지센터 소재지
- 태성리(台城里)
- 풍정리(豊亭里)
- 후암리(厚巖里)